# Elisabeth van Harwaarden

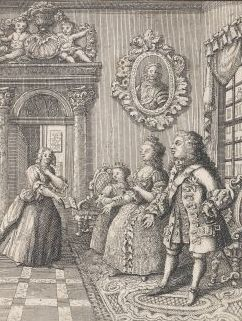
Elisabeth van Harwaarden überreicht ihr Werk an Wilhelm Carl Heinrich Friso und Anna von Hannover

Elisabeth van Harwaarden (getauft am 31. Oktober 1686 in Amsterdam; begraben am 15. Oktober 1750 ebenda) war eine niederländische Schriftstellerin.

## Leben
Elisabeth van Harwaarden wurde am 31. Oktober 1686 in der Oude Kerk in Amsterdam getauft. Sie war das siebte Kind des Glasers Cornelis Matthyse van Harwaarden (ca. 1647–1731) und der Rachel Amos Roonhuysen (ca. 1649–1735). Im Jahr 1717 heiratete sie den Getreidemesser Jurriaan Vriesekolk (ca. 1688–1759) aus Zutphen. Aus dieser Ehe gingen zwischen 1718 und 1729 zwei Töchter unter ihnen Agie Maria (1729–1760), die ebenfalls Schriftstellerin wurde und drei Söhne hervor.
Ihr erstes Buch „Abhandlung über die reine Religion“ veröffentlichte sie 1747, da war sie 61 Jahre alt. Dabei handelt es sich im ersten Teil um Unterrichtseinheiten zum Abendmahl im klassischen Frage-Antwort-Format, im zweiten um Gespräche zwischen einem Reformierten und Menschen anderer Konfessionen und im dritten um einen Dialog zwischen einem Christen und mehreren Rabbinern. Das Buch enthält auch einige Erklärungen zu Bibeltexten. In der zweiten Ausgabe aus dem Jahr 1749 ist ein Bild enthalten, auf dem die Autorin selbst das Buch der Person überreicht, der sie es gewidmet hatte. Es handelte sich dabei um Prinz Wilhelm Carl Heinrich Friso, der im Jahr zuvor zum Statthalter Willem IV. ernannt worden war, und seiner Frau Anna van Hannover.
Das Buch wurde unabhängig veröffentlicht, es wurde nicht nur für die Autorin gedruckt, sondern Exemplare waren auch nur beim Autor „an der Prinsengracht, zwischen der Spiegelgracht und der Leidsekruisstraat“ erhältlich, wie es auf der Titelseite heißt. Dort starb Elisabeth van Harwaarden und wurde von dort aus am 15. Oktober 1750 in der Oudezijdskapel bestattet.